# NGC 4580
إن جي سي 4580 التي يرمز لها بالرمز NGC 4580، هي مجرة، في كوكبة العذراء.

## الاكتشاف
اكتشفت في 2 فبراير 1786، بواسطة ويليام هيرشل.